# The Exterminating Angel
The Exterminating Angel ist eine Oper in drei Akten von Thomas Adès (Musik) mit einem Libretto von Tom Cairns und Thomas Adès nach dem 1962 erschienenen Spielfilm El ángel exterminador von Luis Buñuel. Sie wurde am 28. Juli 2016 im Rahmen der Salzburger Festspiele im Haus für Mozart uraufgeführt.

## Handlung
Die Oper spielt in den 1960er Jahren in der Villa von Lucía und Edmundo de Nobile in der Calle de la Providencia einer unbenannten Stadt, die an Mexiko-Stadt erinnert.
Das Ehepaar hat nach einem Opernbesuch einige vornehme Gäste, darunter die Opernsängerin Leticia, zum Abendessen eingeladen. Zunächst beginnt der Abend – abgesehen von der unerklärlichen Flucht des Dienstpersonals – scheinbar normal. Bald jedoch stellt sich heraus, dass niemand in der Lage ist, das Haus zu verlassen. Die zu Beginn noch kultivierte Atmosphäre weicht immer mehr aggressiven und barbarischen Verhaltensweisen. Ein älterer Herr stirbt, und ein junges Liebespaar nimmt sich das Leben. Auch von der Straße aus kann niemand zu den Eingeschlossenen vordringen. Eine Lösung findet sich erst, als Leticia feststellt, dass alle an derselben Position stehen wie am ersten Abend. Die ursprünglichen Vorgänge werden rekonstruiert und schließlich verändert. Entscheidend ist eine visionäre Arie Leticias, die sie am ersten Abend nicht gesungen hatte.

### Erster Akt
Prolog. Während in der Ferne Glocken läuten, werden einige Schafe in den Garten der Villa geführt.
Szene 1. Vorzimmer. Edmundo und Lucía de Nobile haben nach einem Opernbesuch Gäste zum Abendessen in ihre Villa eingeladen. Bevor diese eintreffen, laufen die Bediensteten davon. Der Butler Julio versucht vergeblich, die Flucht des Dieners Lucas zu verhindern. Nicht einmal die Drohung mit Entlassung wirkt.
Szene 2. Küche. Die Dienstmädchen Meni und Camila und einige weitere Angestellte suchen noch nach einem Ausweg, als die zwölf Gäste das Haus betreten.
Szene 3. Anstelle des abwesenden Lucas muss sich Julio darum kümmern, den Gästen die Mäntel abzunehmen. Diese werden einander vorgestellt: der betagte Señor Russell, die Pianistin Blanca Delcado samt Ehemann, dem Dirigenten Alberto Roc, sodann Colonel Álvaro Gómez, Leonora Palma, die Herzogin Silvia de Ávila und ihr Bruder Francisco, der Forscher Graf Raúl Yebenes, der Arzt Carlos Conde sowie die miteinander verlobten Eduardo und Beatriz. Ehrengast ist die Sängerin Leticia Maynar. Weitere Bedienstete fliehen. Die Gäste treffen ein zweites Mal ein und stellen sich einander mit denselben Worten wie beim ersten Mal vor.
Szene 4. Esszimmer. Nach etwas Smalltalk zwischen den Gästen präsentiert ihnen Nobile zwei Mal hintereinander die Sängerin Leticia, die soeben noch die Titelrolle in Lucia di Lammermoor gesungen hatte. Die Gastgeberin verkündet, dass sie entgegen der Gepflogenheiten die Reihenfolge des Menüs verändert habe (Ragoût-Arie). Als Julio das Essen hereinbringt, fällt er damit hin. Edmundo und Lucía behaupten, dass sei ein absichtlicher Scherz und würde das Unterhaltungsprogramm einleiten. Señor Russell findet das nicht lustig.
Szene 5. Lucía fordert Julio auf, den dressierten Bären noch nicht freizulassen, sondern mit den Lämmern in den Garten zu bringen. Julio weist seine Arbeitgeberin auf merkwürdige Geschehnisse hin. Lucía ist jedoch abgelenkt, da sie den Koch Pablo dabei beobachtet, sich aus dem Haus zu schleichen. Zur Rede gestellt, entgegnet dieser, dass er nach seiner kranken Schwester sehen müsse. Da der Kellner Enrique und weitere Angestellte dieselbe Ausrede benutzen, erkennt Lucía, dass etwas nicht stimmen kann. Sie kann ihre Leute jedoch nicht zurückhalten. Julio muss nun auch servieren.
Szene 6. Salon. Beatriz und Eduardo flirten, als hätten sie sich gerade erst kennengelernt. Blanca spielt Klavier. Leonora fordert Conde zum Tanz auf, der jedoch behauptet, nicht tanzen zu können. Sie küsst ihn stattdessen leidenschaftlich. Silvia sorgt sich um ihren kränklichen Bruder Francisco, der unter Magengeschwüren leidet. Auf Raúls Frage nach seiner Beziehung zu Leonora deutet Conde an, dass sie tödlich krank sei und sich als seine Patientin in ihn verliebt habe. Alle loben Blancas Klavierspiel – eine Komposition von Paradisi. Den allgemeinen Wunsch, nun auch einen Vortrag Leticias zu hören, lehnt Russell ab, da sie heute bereits genug gesungen habe. Blanca und Silvia wollen sich verabschieden. Blancas Gatte Roc ist jedoch bereits auf dem Sofa eingeschlafen, und auch Silvia kann sich letztlich nicht zum Gehen entschließen.
Szene 7. Garderobe. Lucía und Álvaro wundern sich, dass trotz der fortgeschrittenen Zeit noch niemand gegangen ist. Die beiden haben ein heimliches Verhältnis miteinander und küssen sich.
Szene 8. Salon. Die anderen Gäste sitzen träge im Salon herum. Edmundo verkündet, dass sie gerne noch bleiben können: Es seien Zimmer vorbereitet. Obwohl einige der Gäste Termine haben, bleiben alle und legen sich im Salon schlafen. Eduardo und Beatriz verbringen ihre erste gemeinsame Nacht im Schrank (Berceuse).

### Zweiter Akt
Am nächsten Morgen erwachen die Gäste allmählich, und die Nobiles müssen für Frühstück sorgen. Silvia verkündet, dass sie noch schlechter geschlafen habe als damals im entgleisten Nachtzug nach Nizza. Conde untersucht Russell, der während der Nacht unter Atemnot litt und das Bewusstsein verlor. Er stellt fest, dass der alte Mann in wenigen Stunden tot („… glatzköpfig“) sein wird. Julio erklärt seiner Chefin, dass es Probleme mit dem Frühstück gibt, weil die Lieferanten nicht gekommen sind. Als Lucía den Damen vorschlägt, sich im Boudoir frisch zu machen, wetten die Männer, dass keine von ihnen den Raum verlassen werde. Tatsächlich bleiben die Frauen verwirrt stehen. Niemand hat eine Erklärung – man erinnert sich aber an ähnliche Merkwürdigkeiten der vergangenen Nacht. Blanca sorgt sich um ihre Kinder und ist überrascht, als Silvia, die ebenfalls einen kleinen Sohn hat, noch bleiben will. Diese verlässt sich ganz auf dessen Privatlehrer, Padre Sansón. Schließlich serviert Julio die Reste des Abendessens und Kaffee. Francisco beschwert sich, dass er Tee- anstelle von Kaffeelöffeln gebracht hat (Löffel-Arie). Julio bringt es jedoch nicht fertig, zurückzugehen, um die richtigen Löffel zu holen. Blanca bricht in Tränen aus, und Conde fasst zusammen, dass seit letzter Nacht niemand mehr den Raum verlassen konnte.
Blanca setzt sich wieder ans Klavier und beginnt verzweifelt zu singen („Over the sea, where is the way?“). Conde sieht keine Möglichkeit, Russell zu helfen, da er keine Medizin dabei hat. Er müsste unbedingt aus dem Haus gebracht werden. Der Kaffee ist inzwischen auch ausgegangen, und allgemeine Panik breitet sich aus. Der Doktor schlägt eine „klinische Analyse“ vor, um die Entscheidungsunfähigkeit zu überwinden. Alle machen sich gegenseitig Vorwürfe. Leticia gibt Raúl eine Ohrfeige. Plötzlich erwacht Russell und verkündet, dass er so glücklich sei, dass er die „Vernichtung“ nicht mehr sehen werde. Beatriz will auf keinen Fall in dieser Gesellschaft sterben, sondern zieht einen einsameren Tod zusammen mit Eduardo vor. Wie drei Hexen visionieren Silvia, Blanca und Leticia eine Klippe über einem Fluss, über den ein Adler fliegt (Witches’ trio: „When I lifted the lid“). Russell stirbt und wird von Conde und Álvaro beiseite geschafft. Eduardo und Beatriz beobachten dies erschüttert, bevor sie sich wieder ihrer Liebe zuwenden.

### Dritter Akt
Szene 1. Außerhalb des Hauses. Polizisten haben das Haus abgesperrt. Die Menschen auf der Straße fühlen sich hilflos. Sie wollen den Eingesperrten helfen, können aber nicht hinein.
Szene 2. Salon. Julio und Raúl gelingt es, ein Wasserrohr aufzubrechen, um den allgemeinen Durst zu stillen. Conde warnt davor, zu viel auf einmal zu trinken. Blanca befürchtet, dass ihre Leiden nur unnötig verlängert werden. Es gibt auch nichts mehr zu essen, und allmählich zeigen sich Anzeichen von Wahnsinn. Blanca kämmt zwanghaft die Hälfte ihrer Haare. Francisco beschuldigt die anderen, seine Magentabletten versteckt zu haben. Er hat offensichtlich ein inzestuöses Verhältnis mit seiner Schwester Silvia begonnen, wofür ihn Raúl zur Rede stellt. Als Edmundo zu schlichten versucht, gibt man ihm die Schuld an der Situation. Leonora leidet unter so starken Schmerzen, dass sie den Doktor anfleht, sie zu töten. Er muss ihr versprechen, mit ihr nach Lourdes zu pilgern, falls sie entkommen sollten. Francisco kann die Gerüche nicht mehr ertragen: Blanca rieche wie eine Hyäne, und der Geruch von Russells Leiche sei am schlimmsten. Er ruft aus, dass er alle hasse, und bricht zusammen. Leonora gerät in geistige Umnachtung. Sie fühlt sich beobachtet und vermeint, eine Hand herumwandern zu sehen. Im Wahn verletzt sie Blancas Hand mit einem Messer. Die anderen überwältigen und beruhigen sie.
Szene 3. Wiegenlied. Eduardo und Beatriz haben in ihrem Schrank jegliches Zeitgefühl verloren. Sie beschließen, gemeinsam in den Tod zu gehen.
Szene 4. Leticia glaubt, dass Roc sie vergewaltigen wollte. Raúl jedoch meint, dass es der Oberst war. Es kommt zu einer Prügelei. Die Lämmer und der Bär aus dem Garten zeigen sich im Salon.
Szene 5. Außerhalb des Hauses. Unter dem Vorwand einer Kontaminierung wurde die Villa in Quarantäne gestellt. Weiterhin kann niemand hinein. Padre Sansón bringt Silvias Sohn Yoli herbei. Die Menge verlangt, dass der Junge in das Haus gehen soll. Er ist dazu jedoch nicht fähig, sondern bleibt unerklärlicherweise stehen und ruft verzweifelt nach seiner Mutter.
Szene 6. Im Haus haben die Gefangenen unterdessen die Lämmer geschlachtet und braten sie auf einem Lagerfeuer aus Einrichtungsgegenständen. Leonora erzählt von einer Vision, die sie in der Nacht vor der Oper hatte. Darin ermahnte sie eine Stimme, die Schlüssel nicht zu vergessen. Sie bezieht das auf die Kabbala, in der Objekte, die die Tür zum Unbekannten öffnen, „Schlüssel“ genannt werden, und glaubt, dass ein Ritual die Lösung sei. Als der erste Versuch scheitert, meint sie, dazu sei das Blut eines Unschuldigen nötig. Im Schrank werden die Leichen von Eduardo und Beatriz gefunden. Er kommt zu einer weiteren Auseinandersetzung zwischen Francisco und Raúl. Letzter wirft die Tablettenschachtel des ersteren hinaus. Silvia singt ihrem kleinen Sohn Yoli ein Wiegenlied, während sie die Überreste eines der Lämmer liebkost (Berceuse macabre: „It’s very late now“). Der dressierte Bär erscheint im Salon. Leonora glaubt, dass der Gastgeber Nobile geopfert werden müsse, um die anderen zu befreien. Obwohl der Conde und Gómez davor warnen, stimmen die anderen zu. Edmundo erklärt sich schließlich bereit zu dem Opfer. Da hat Leticia eine andere Idee: Ihr ist aufgefallen, dass genau in diesem Augenblick alle auf derselben Position stehen wie zu Beginn ihrer Probleme. Alle versuchen sich zu erinnern und die Situation nachzustellen: Blanca saß am Klavier und spielte Paradisi. Dass Leticia jedoch anschließend auf ihren Vortrag verzichtete, könnte die Ursache gewesen sein. Dieses Mal singt daher sie eine visionäre Arie („Zion, do you ask of my peace“). Tatsächlich ist es ihnen jetzt möglich, das Haus zu verlassen. Auf der Straße treffen die Gäste auf die wartende Menge, und Silvia kann ihren Sohn in die Arme schließen. Alle singen ein feierliches Requiem (Solemn high requiem: „Set me free from eternal death“).

## Gestaltung

### Musiknummern
Die Video-Übertragung der Metropolitan Opera war in die folgenden Szenen und Musiknummern unterteilt:
- Prolog

Erster Akt
- Szene 1 – Vorzimmer
- Szene 2 – Küche
- Szene 3 – Erster Eintritt der Gäste (First entry of guests)
- Zweiter Eintritt der Gäste (Second entry of guests)
- Szene 4 – Esszimmer
- Nobiles erster Trinkspruch (Nobile’s first toast)
- Nobiles zweiter Trinkspruch (Nobile’s second toast)
- Szene 5
- Szene 6 – Salon
- „Brava Blanca“
- Szene 7 – Garderobe
- Szene 8 – Salon
- Berceuse

Zweiter Akt
- Zwischenspiel (Interlude)
- Szene 1 – Salon
- „Last night after the party“
- Löffelarie (Spoons aria)
- Klavier-Zwischenspiel (Piano interlude)
- Der Anfall des Doktors (The doctor’s fit)
- Hexentrio (Witches’ trio)
- Die Uhr schlägt zwei (The clock strikes two)

Dritter Akt
- Szene 1 – Außerhalb des Hauses
- Szene 2 – Salon
- Obsessiv-zwanghaftes Ballett (Obsessive compulsive ballet)
- Der Sturm bricht aus (The storm breaks)
- Franciscos Wutanfall (Francisco’s tantrum)
- Zwischenspiel (Interlude)
- Szene 3: Wiegenlied (Lullaby)
- Szene 4
- Zwischenspiel – Die Schafe und der Bär (Interlude – The sheep and the bear)
- Szene 5 – Außerhalb des Hauses
- Szene 6
- Berceuse macabre
- Hexenbeschwörung (Witches’ incantation)
- Leticias Lied (Leticia’s song)
- Feierliches hohes Requiem (Solemn high requiem)

### Orchester
Die Oper verlangt ein großes Orchester mit einigen ungewöhnlichen Instrumenten, darunter die aus Werken Olivier Messiaens bekannten Ondes Martenot, Glocken, umfangreiches Schlagwerk, eine Sologitarre und acht Miniatur-Geigen.
Die vollständige Besetzung sieht die folgenden Instrumente vor:
- Holzbläser: drei Flöten (2. auch Piccolo und Bassflöte, 3. auch Piccolo und Altflöte), drei Oboen (3. auch Englischhorn), drei Klarinetten (3. auch Bassklarinette), drei Fagotte (3. auch Kontraforte oder Kontrafagott mit tiefem A)
- Blechbläser: vier Hörner (alle optional auch Wagnertuba), drei Trompeten, drei Posaunen, Tuba
- Pauken (und Rototoms)
  - Schlagzeug (vier Spieler): Glockenspiel, Xylophon, Röhrenglocken, sechs antike Zimbeln, kleine Steel Drum, vier Saucepans, vier gestimmte Gongs, zwei Plattenglocken, Bassglocke, Zeitung, kleiner Glockenturm, metallenes Windspiel, Kastagnetten, Kastagnetten (befestigt), Maracas (klein und groß), Metall-Maracas, Doppel-Güiro (hoch und tief), Cabasa, kleine Peitsche, Door slam (oder große Peitsche), kleiner Amboss, kleiner Holzblock, kleine Ratsche, Tamburin, kleines Bongo, Schlitztrommel (tief), Tavola, Waschbrett, Löwengebrüll, zwei große Steine, zwei Spring coils, Triangel, kleine Kuhglocke, Paarbecken, zwei hängende Becken (klein und groß), Hi-Hat, zwei Sizzle-Becken, Tamtam, Kleine Trommel, Tenortrommel, Kickdrum, große Trommel mit Becken
  - vier Spieler außerhalb der Szene für acht Kirchenglocken oder Bass-Handglocken
  - acht bis zehn Spieler für Massen-Trommeln (Militärtrommeln, kleine tragbare große Trommeln oder Quints)
- Klavier (6’ Flügel)
- Harfe
- Gitarre
- Ondes Martenot
- Streicher: zwölf Violinen 1, zehn Violinen 2, acht Bratschen, sechs Violoncelli, sechs Kontrabässe (acht Violinen bzw. die beiden ersten Pulte beider Abteilungen auch 1/32-Violinen)

### Libretto
Obwohl das Opernlibretto der Filmvorlage eng folgt, enthält es einige dramaturgische Abweichungen. Insbesondere die eingefügten Arien und Ensemblestücke stehen – ähnlich wie diejenigen in den Passionen Johann Sebastian Bachs – kommentierend neben der Handlung und bieten tieferen Zugang zu den Emotionen der Charaktere. Die Handlung wird an diesen Stellen gleichsam angehalten.
Wie im Film wird auch in der Oper keine rationale Erklärung für das Geschehen gegeben. Entsprechend der Antwort Raúls auf eine entsprechende Frage Álvaros muss man sich mit der Aussage „Es gibt keine Erklärung“ zufriedengeben.
Trotz der abschließenden Befreiung der Gäste bleibt das Ende unsicher. Die Glocken, die hier wie schon zu Beginn des Werks ertönen, scheinen das Kriegsrecht einzuleiten, das musikalisch bereits im Zwischenspiel nach dem ersten Akt angedeutet wurde. Dass in Adès’ Partitur ein abschließender Doppelstrich fehlt, könnte auf einen endlosen Zyklus hinweisen. Möglicherweise wendet sich der Würgeengel auch als Nächstes dem Publikum zu.

### Musik
Die „Ragoût-Arie“ der Gastgeberin Lucía am Anfang der Oper deutet ähnlich wie Ravels La Valse auf den Zusammenbruch der sozialen Ordnung hin. Die Partitur enthält eine Vielzahl von Anspielungen an vergangene Musikstile. Blancas Klaviervariationen und ihr Lied „Over the sea“ erinnern an den Stil des Barocks. Der Kritiker des Guardian erkannte in der Musik Stilelemente von „Wagner bis Mussorgski, Bartók, Nielsen, Ravel, Schostakowitsch und Nancarrow; von der Chanson des 12. Jahrhunderts bis zur Chaconne und der Chorpolyphonie, über den Flamenco und Strawinsky, vorwärts in Melodie und rückwärts in Dissonanz“.
Zeitlos gestaltet sind die Liebesszenen zwischen Beatriz und Eduardo, deren Duett mit einem „doppelten Liebestod“ verglichen wurde. Meditative Ruhepunkte bieten die Darstellungen der Beziehung von Francisco und seiner Schwester sowie der wollüstigen Abhängigkeit Leonoras von ihrem Arzt Carlos Conde. Außerhalb dieser Stellen ist die Musik in ständigem Fluss begriffen. Die Einzelnoten verschmelzen in Glissandi. Intensiviert wird dies durch den Einsatz der Ondes Martenot, die an einer Stelle laut Spielanweisung „das Orchester verschlucken“ sollen. Dieses Instrument setzt Adès nach eigener Aussage als Symbol für den „Würgeengel“ ein. Es erklingt immer dann, „wenn eine Person etwas sagt, dass zur Situation der Unbeweglichkeit beiträgt“ („whenever a figure says something that contributes to the situation of immobility“). Beispiele hierfür sind das vielfach wiederholte Wort „enchanted“ während der doppelten Begrüßung zu Beginn oder Lucías Bekanntgabe, dass das Unterhaltungsprogramm eingeleitet sei („tonight’s entertainment has begun“). Letztere erhält durch den Einsatz des Instruments einen ironischen Unterton. Während der Kadenz von Blancas Arie soll die „Stimme“ des Engels „nicht durch den menschlichen Willen kontrolliert“ sein („not controlled by human will“).
Leticias visionäre Arie „Zion, do you ask of my peace“ auf Worte des sephardischen Philosophen und Dichters Jehuda ha-Levi vom Anfang des 12. Jahrhunderts leitet das Ende des Würgeengels ein. Die Ondes Martenot und die tiefen Blechbläser (Wagnertuben und Posaunen) erstummen hier.
Das Motiv der im Zwischenspiel nach dem ersten Akt spielenden donnernden Trommeln basiert auf einem Karwochen-Ritual aus Buñuels Heimatstadt.
Die in der Uraufführungsproduktion von Audrey Luna gesungene Partie der Opernsängerin Leticia reicht bis zum a’’’ hinauf. Dies ist der höchste dokumentierte Gesangston in der Geschichte der Metropolitan Opera. Er erklingt direkt zu Beginn ihres Auftritts beim Empfang der Gäste und dessen surrealer Wiederholung.

## Werkgeschichte
Thomas Adès’ dritte Oper The Exterminating Angel entstand im Auftrag und als Koproduktion der Salzburger Festspiele, des Royal Opera House Covent Garden in London, der Metropolitan Opera New York und der Kongelige Opera Kopenhagen. Das Libretto basiert auf dem surrealistischen Film Der Würgeengel von Luis Buñuel aus dem Jahr 1962. Der Komponist und der Regisseur der Uraufführungsproduktion, Tom Cairns, richteten das Libretto nach dessen Drehbuch ein. Die Idee, eine Opernadaption dieses Films zu schreiben, hatte Adès bereits, bevor er mit der Arbeit an seiner Vorgängeroper The Tempest begann. Die Verhandlungen über die benötigten Rechte begannen schon 2001, konnten aber erst 2011 vollständig gelöst werden. Cairns begann 2009 mit der Arbeit am Libretto. Der Kompositionsauftrag lag 2011 vor, und die Arbeiten an Partitur und Libretto waren 2015 abgeschlossen.:1f
Die Autoren reduzierten sowohl die Anzahl der Hauptfiguren von 21 auf 15 als auch die Textzeilen des Drehbuchs, um den Charakteren die nötige Zeit zu geben, die ursprünglich gesprochenen Texte gesanglich darzustellen. Dennoch waren sie am Ende überrascht, wie nah ihre Fassung dem Drehbuch geblieben war. Für die hinzugefügten Arien und Ensemblesätze nutzten die Autoren Gedichte Buñuels aus den 1920er Jahren. Einen detaillierten Vergleich von Film-Vorlage und Oper veröffentlichte Edward Venn 2017. Er untersuchte in seinem Artikel auch die Bedeutung der Repetitionen in dem Werk.
Die Uraufführung fand zum Auftakt der Salzburger Festspiele am 28. Juli 2016 im Haus für Mozart statt. Der Komponist selbst leitete den Salzburger Bachchor und das ORF Radio-Symphonieorchester Wien. Tom Cairns führte Regie, Hildegard Bechtler entwarf die Bühne und die Kostüme, Jon Clark war für das Lichtdesign zuständig, Tal Yarden für die Projektionen und Amir Hosseinpour für die Choreografie. Es sangen Charles Workman (Edmundo de Nobile), Amanda Echalaz (Lucía de Nobile), Audrey Luna (Leticia Maynar), Anne Sofie von Otter (Leonora Palma), Sally Matthews (Silvia de Ávila), Iestyn Davies (Francisco de Ávila), Christine Rice (Blanca Delcado), Thomas Allen (Alberto Roc), Sophie Bevan (Beatriz), Ed Lyon (Eduardo), Frédéric Antoun (Raúl Yebenes), David Adam Moore (Colonel Álvaro Gómez), Sten Byriel (Señor Russell), John Tomlinson (Doktor Carlos Conde), Morgan Moody (Julio), John Irvin (Lucas), Franz Gürtelschmied (Enrique), Rafael Fingerlos (Pablo), Frances Pappas (Meni), Anna Maria Dur (Camila) und Cheyne Davidson (Padre Sansón).
Die Produktion erhielt hervorragende Kritiken und wurde bei den International Opera Awards 2017 als beste Uraufführung ausgezeichnet.
Im April und Mai 2017 wurde die Produktion im Royal Opera House gezeigt, im Oktober und November desselben Jahres an der Metropolitan Opera und im April und Mai 2018 an der Kongelige Opera.

## Aufnahmen
- 18. November 2017 – Thomas Adès (Dirigent), Tom Cairns (Inszenierung), Hildegard Bechtler (Bühne und Kostüme), Jon Clark (Lichtdesign), Tal Yarden (Projektionen), Amir Hosseinpour (Choreografie), Chor und Orchester der Metropolitan Opera.
 Joseph Kaiser (Edmundo de Nobile), Amanda Echalaz (Lucía de Nobile), Audrey Luna (Leticia Maynar), Alice Coote (Leonora Palma), Sally Matthews (Silvia de Ávila), Iestyn Davies (Francisco de Ávila), Christine Rice (Blanca Delcado), Rodney Gilfry (Alberto Roc), Sophie Bevan (Beatriz), David Portillo (Eduardo), Frédéric Antoun (Raúl Yebenes), David Adam Moore (Colonel Álvaro Gómez), Kevin Burdette (Señor Russell), John Tomlinson (Doktor Carlos Conde), Christian Van Horn (Julio), John Irvin (Lucas), Ian Koziara (Enrique), Paul Corona (Pablo), Mary Dunleavy (Meni), Catherine Cook (Camila), Andrea Coleman und Marc Persing (zwei Bedienstete), Jeff Mattsey (Padre Sansón), Lucas Mann (Yoli), Cynthia Millar (Ondes Martenot).
 Live aus der Metropolitan Opera New York.
 Videostream auf der Website der Metropolitan Opera.[4][1]